# Rouwen Hennings
Rouwen Hennings (Bad Oldesloe, 28 augustus 1987) is een Duits professioneel voetballer die doorgaans als linkeraanvaller speelt. Hij verruilde Burnley in juli 2017 voor Fortuna Düsseldorf, dat hem in het voorgaande seizoen al huurde.
Hennings verruilde Karlsruher SC in de zomer van 2015 voor Burnley. Onder leiding van trainer-coach Sean Dyche won hij in zijn eerste seizoen bij die club de titel in de Championship, waardoor rechtstreekse promotie werd afgedwongen naar de Premier League.

## Erelijst
Karlsruher SC
- Topscorer 2. Bundesliga

2014/15 (17 goals)
 Burnley FC
- Football League Championship

2016
1 Kwasigroch ·
3 Hoffmann ·
5 Heyer ·
6 Haag ·
7 Pejčinović ·
8 Jóhannesson ·
9 Vermeij ·
10 van Brederode ·
11 Kwarteng ·
12 Lunddal ·
15 Oberdorf ·
18  Niemiec ·
19 Iyoha ·
20  Siebert ·
21 Rossmann ·
22 Schmidt ·!
23 Appelkamp ·
24 Kownacki ·
25 Zimmermann ·
26 Schock ·
27 Jastrzembski ·
31 Sobottka ·
33 Kastenmeier ·
34 Gavory ·
35 Bunk ·
37 Savić ·
45 Affo ·
Coach: Thioune